# Partito Democratico Gabonese
Il Partito Democratico Gabonese (in francese: Parti Démocratique Gabonais - PDG) è il principale partito politico del Gabon, al potere dal 1968.

## Storia
Al momento della proclamazione dell'indipendenza del paese (17 agosto 1960) si scontrarono due figure politiche di rilievo, Léon M'ba, già primo ministro durante l'amministrazione coloniale francese, e Jean-Hilaire Aubame. La contrapposizione tra i due si risolse nel 1961 con un accordo che portò all'elezione alla presidenza della repubblica di M'ba che subito rafforzò i poteri presidenziali. Nel 1964 un golpe militare causò la caduta di M'ba ma l'intervento dell'esercito francese contro gli insorti ripristinò il potere del presidente. Dopo il colpo di stato i francesi si preoccuparono di designare un successore di M'ba, da tempo malato, e la scelta ricadde su Albert-Bernard Bongo. Nel 1966 M'ba venne ricoverato a Parigi e da quel momento la presidenza fu di fatto retta da Bongo in qualità di vicepresidente. Nonostante le gravi condizioni di salute M'ba fu rieletto presidente nel 1967 (unico candidato) e alla sua morte, avvenuta pochi mesi dopo, gli succedette Bongo. Il neo presidente fondò quindi il Partito Democratico Gabonese e con una riforma costituzionale abolì il multipartitismo mettendo fuori legge ogni altra formazione politica.
Nel 1990 terminò il regime monopartitico e anche le forze d'opposizione acquisirono il diritto di organizzarsi in partiti politici legalmente riconosciuti grazie alla riforma della costituzione ratificata l'anno successivo. Nonostante questa riforma il PDG rimase il partito più influente del paese grazie alla sua organizzazione capillare, alla collocazione di suoi uomini in tutti i ruoli dell'amministrazione pubblica e al sostegno della Francia.
Alle ultime elezioni politiche convocate il 17 dicembre 2011 per il rinnovo dell'Assemblea Nazionale il PDG ha ottenuto il 74% delle preferente conquistando 114 dei 120 seggi disponibili.

## Critiche
Gli esponenti dell'opposizione accusano il PDG di essere uno strumento attraverso il quale Omar Bongo ha istituito nel paese una dittatura seppur mantenendo un regime formalmente democratico. Nonostante la reintroduzione del multipartitismo all'inizio degli anni novanta le forze politiche contrarie al PDG denunciano l'impossibilità reale di diventare una forza di governo alternativa in quanto la sproporzione delle risorse a disposizione dei partiti di opposizione e del PDG rende impossibile un confronto elettorale ad armi pari. Inoltre molti degli oppositori del PDG denunciano la repressione operata dalla "B2", il servizio di intelligence dell'esercito, accusato di essere una vera e propria polizia politica al servizio del governo gabonese.

## Esponenti principali
- Omar Bongo (1935-2009): Fondatore del partito e Presidente della Repubblica dal 1967 al 2009.[13]
- Ali Bongo Ondimba: Presidente del partito e Presidente della Repubblica in carica.[13]
- Faustin Boukoubi: Segretario del partito in carica e più volte ministro.[13]
- Raymond Ndong Sima: Primo ministro in carica.[14]
- Rose Francine Rogombé: Presidentessa del Senato incaricata ad interim della presidenza alla morte di Omar Bongo.[15][16]
- Guy Nzouba-Ndama: Presidente dell'Assemblea Nazionale ed ex ministro dell'educazione nazionale.[17][18]